# Orsonwelles ventus
Orsonwelles ventus – gatunek pająka z rodziny osnuwikowatych. Występuje endemicznie na Hawajach. 

## Taksonomia
Gatunek ten opisany został po raz pierwszy w 2002 roku przez Gustava Hormigę na łamach „Invertebrate Systematics”. Materiał typowy zdeponowano w Narodowym Muzeum Historii Naturalnej. Epitet gatunkowy ventus oznacza po łacinie „wiatr” i jest nawiązaniem do filmu The Other Side of the Wind w reżyserii Orsona Wellesa.

## Morfologia
Samce osiągają od 8,68 do 9,3 mm długości ciała, z czego od 4,65 do 4,96 mm przypada na karapaks. Samice osiągają od 9,86 do 11,28 mm długości ciała, z czego od 4,65 do 5,58 mm przypada na karapaks. Karapaks jest ciemnobrązowy lub szary z jasną przepaską podłużną. Wysokość nadustka wynosi 2,5-krotność średnicy oczu przednio-środkowych u samicy i 2,7-krotność ich średnicy u samca. Duże i masywne szczękoczułki mają od 16 do 19 zębów na krawędzi przedniej oraz 11 lub 13 zębów na krawędzi tylnej. Sternum jest brązowawe z przyciemnionymi brzegami. Jego kształt jest dłuższy niż szeroki z przedłużeniem między biodrami ostatniej pary. Podłużnie jajowata w zarysie opistosoma ma ubarwienie ciemnobrązowe lub szare z nielicznymi kropkami w częściach przednio-bocznych oraz jaśniejszymi znakami. Stożeczek jest duży, mięsisty i porośnięty szczecinkami.
Samica ma płytkę płciową o kształcie sercowatym w widoku brzusznym. Spermateki są małe i kuliste w kształcie.

## Występowanie i ekologia
Gatunek ten występuje endemicznie na wyspie Kauaʻi w archipelagu Hawajów. Ograniczony jest w swym zasięgu do Wekiu w górach Makaleha. Spotykany był na wysokości około 900 m n.p.m. Występuje sympatrycznie z O. calx.